# Verbundlichung
Als Verbundlichung wird  es in Österreich bezeichnet, wenn durch den Bund Aufgaben, Kosten oder Einrichtungen übernommen werden. Oft handelt es sich dabei um  Angelegenheiten, die bisher auf Landesebene administriert wurden. Wenn ein Beamter bei einer Landeseinrichtung Dienst versieht, welche verbundlicht wird, so hat er danach den Status eines Bundesbediensteten inne.
Als Beispiel für das Vorhaben einer Verbundlichung dient das Vorhaben von Unterrichtsministerin Claudia Schmied aus dem Jahr, alle Landeslehrer als Bundeslehrer zu übernehmen. Das Gegenteil der Verbundlichung ist die Verländerung.